# Емирейтс Тауърс Хотел
Емирейтес Тауърс Хотел, познат още като Емирейтес Тауър 2 е 54-етажен небостъргач-хотел намиращ се в град Дубай, ОАЕ.
Свързан е с 56-етажния Емирейтес Офис Тауър образувайки комплекса Емирейтес Тауърс. Сградата е по ниската от двете, с височина 305,6 метра (1163 фута) нареждайки се на 24-то място сред най-високите сгради в света.
„Емирейтес Тауърс Хотел“ е завършен на 15 април 2000 година.